# Metalype fragilis
Metalype fragilis là một loài Trichoptera trong họ Psychomyiidae. Chúng phân bố ở miền Cổ bắc.